# (34475) 2000 SC118
2000 SC118 (asteroide 34475) é um asteroide da cintura principal. Possui uma excentricidade de 0.08110150 e uma inclinação de 2.12979º.
Este asteroide foi descoberto no dia 24 de setembro de 2000 por LINEAR em Socorro.